# 발칸 이집트인
발칸 이집트인(Balkan Egyptian, 알바니아어: Egjiptian, 세르비아어: Египћани/Egipćani, 마케도니아어: Ѓупци)은 세르비아(주로 코소보)와 마케도니아 공화국에 주로 거주하고 알바니아어를 사용하는 소수민족집단을 가리킨다. 이들 스스로는 "이집트인"이라 부르나, 이들은 이집트의 아랍계 이집트인과는 혈연적으로 아무 관련이 없다. 양자의 혼동을 피하기 위하여 발칸 이집트인이라 호칭한다.

## 정체성 및 기원
발칸 이집트인들은 예전에 롬인들의 일부로 간주되었지만, 이제는 별개의 민족집단으로 간주되고 있다. 이들의 기원은 아직까지 확실하지 않다. 가설에 따르면, 그들은 이집트에서 발칸으로 이주해왔다고 주장하는 로마인들의 후손이라고 한다. 또 다른 가설에 따르면, 그들은 4세기경에 발칸반도로 건너온 이집트 병사들이라고 설명한다. 로마인을 일컫는 gypsy라는 말자체가 이들이 이집트에서 왔다는 유럽인들의 잘못된 인식에서 온 말이므로, 이 인식이 실제로 발칸 이집트인들이 스스로 이집트인의 후손이라고 믿게 만들었을 개연성도 없지 않다.

## 거주지
대부분의 발칸 이집트인들은 코소보에 거주하지만, 세르비아, 보이보디나 자치주, 마케도니아 그리고 보스니아 헤르체고비나, 몬테네그로, 크로아티아, 불가리아, 그리스및 알바니아에도 일부 거주한다. 1996년도 통계에 따르면, 8만 7천명이 코소보에 거주하며, 마케도니아의 2002년도 자료에 따르면 3713명이 이 나라에 거주하는 것으로 집계되어 있다.
1999년의 코소보 분쟁이후에 많은 발칸 이집트인들이 코소보에서 벗어나 세르비아, 보이보디나, 몬테네그로등으로 이주하였다.

## 명칭
로마인들을 가리키는 여러 언어의 호칭에도 이집트인이란 의미에서 유래된 것이 많지만(gypsy등), 코소보에 거주하는 세르비아인들은 로마인들을 가리킬 때는 이집트인에서 유래된 호칭을 사용하지 않으며, 발칸 이집트인에게만 사용한다. 로마인을 가리키는 세르비아어는 Cigani이다. 반면 코소보에 사는 알바니아인들은 발칸 이집트인을 이집트인에서 유래된 Magjup으로 부른다.

## 같이 보기
- 아슈칼리인